# Llista de peixos del riu Yukon

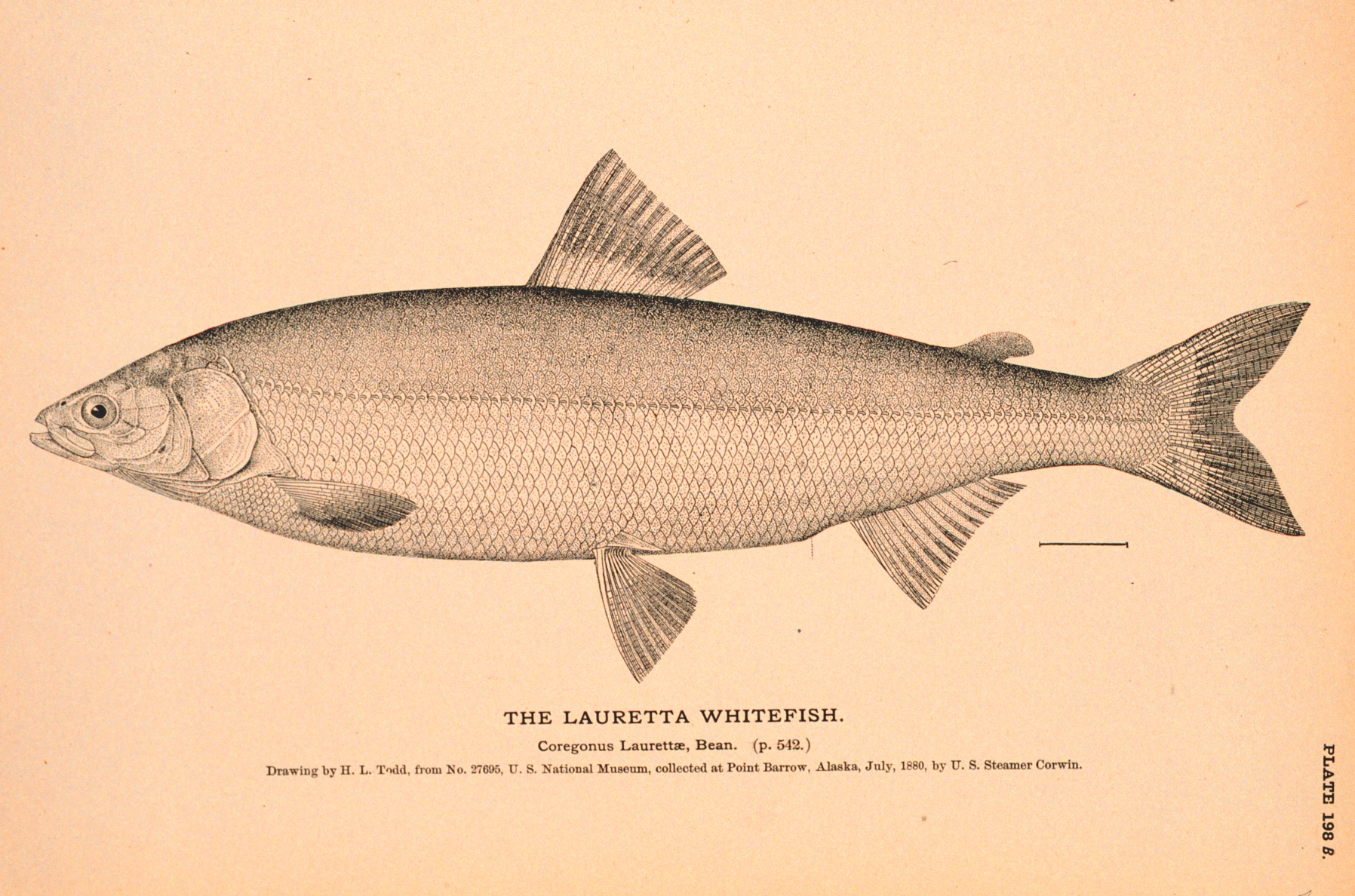
Coregonus laurettae

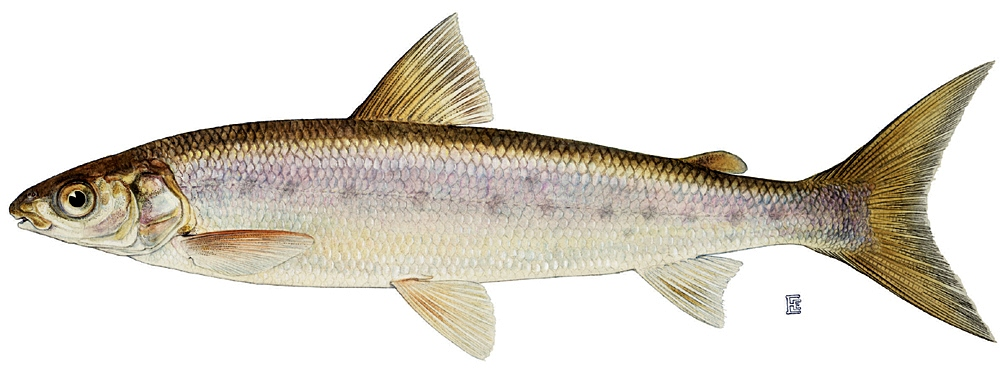
Prosopium cylindraceum

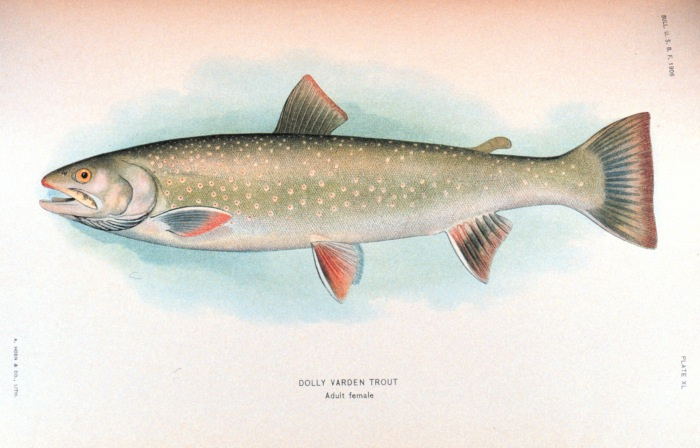
Salvelinus malma malma

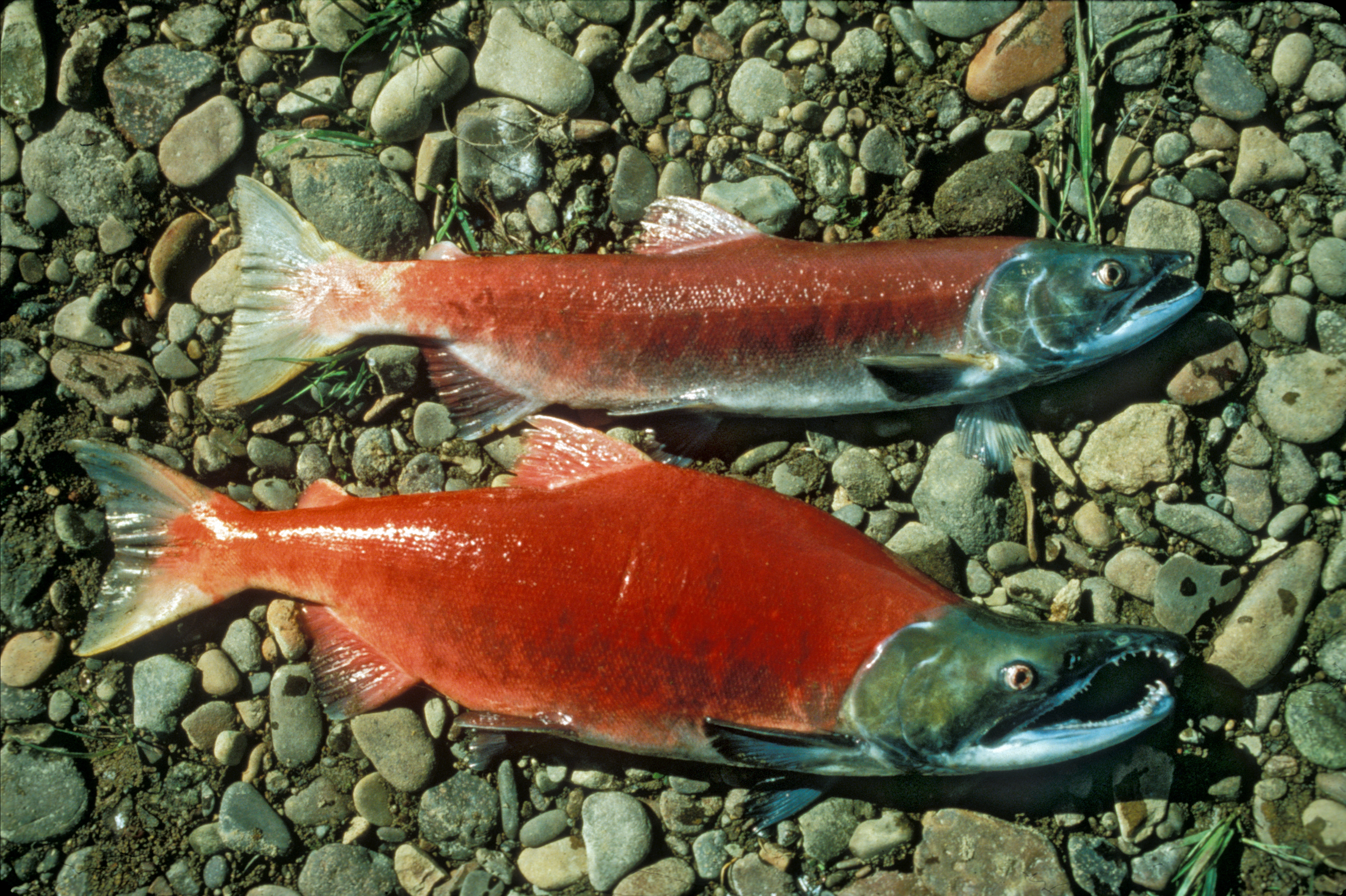
Salmó vermell (Oncorhynchus nerka)

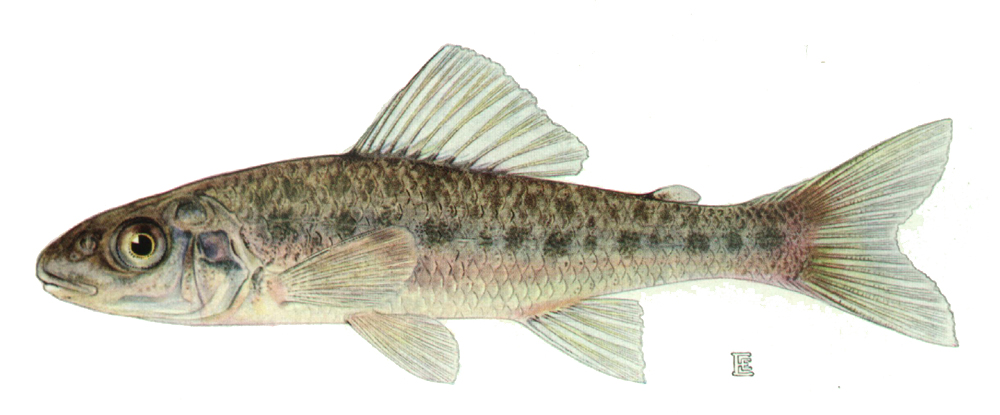
Percopsis omiscomaycus

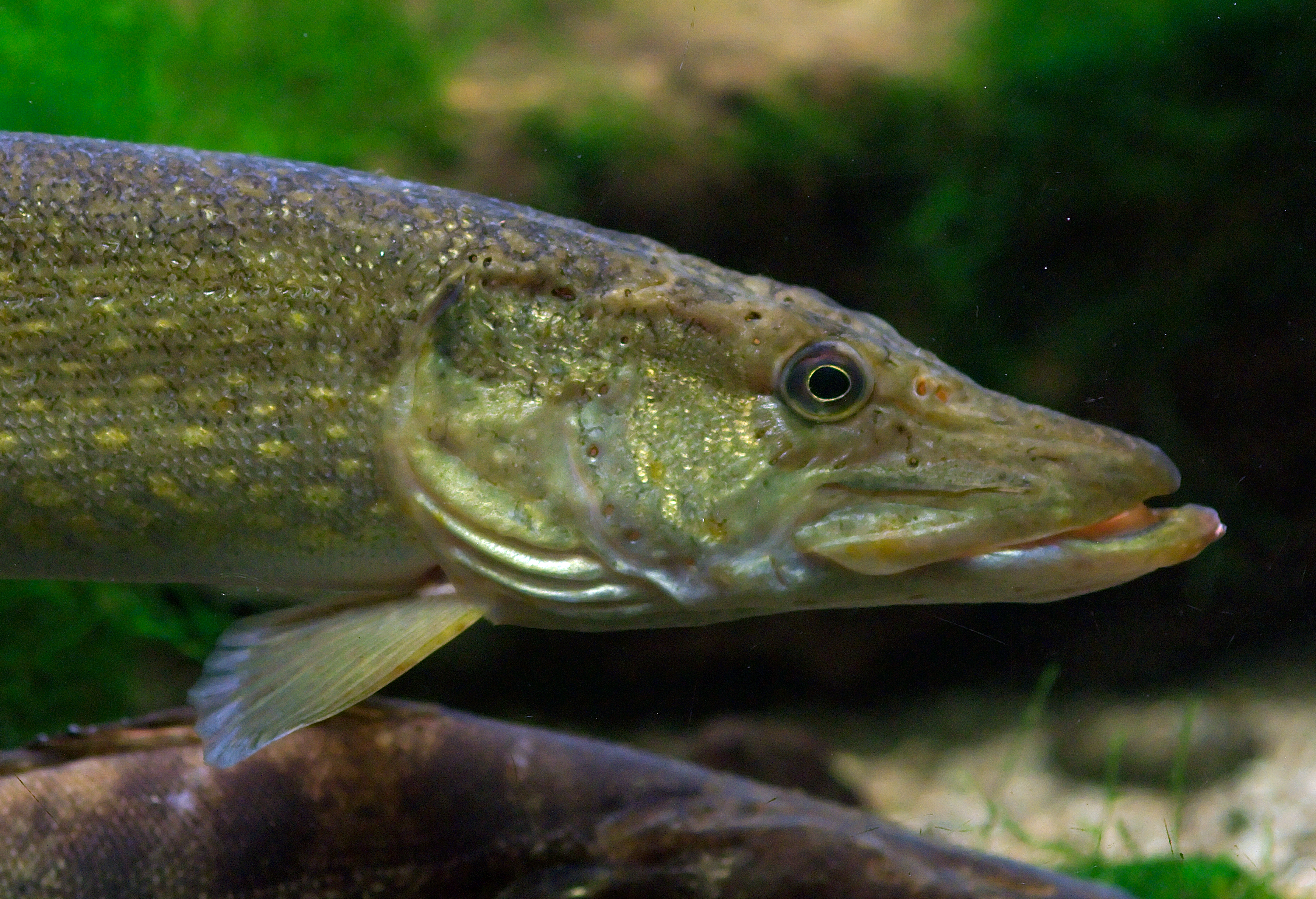
Lluç de riu (Esox lucius)

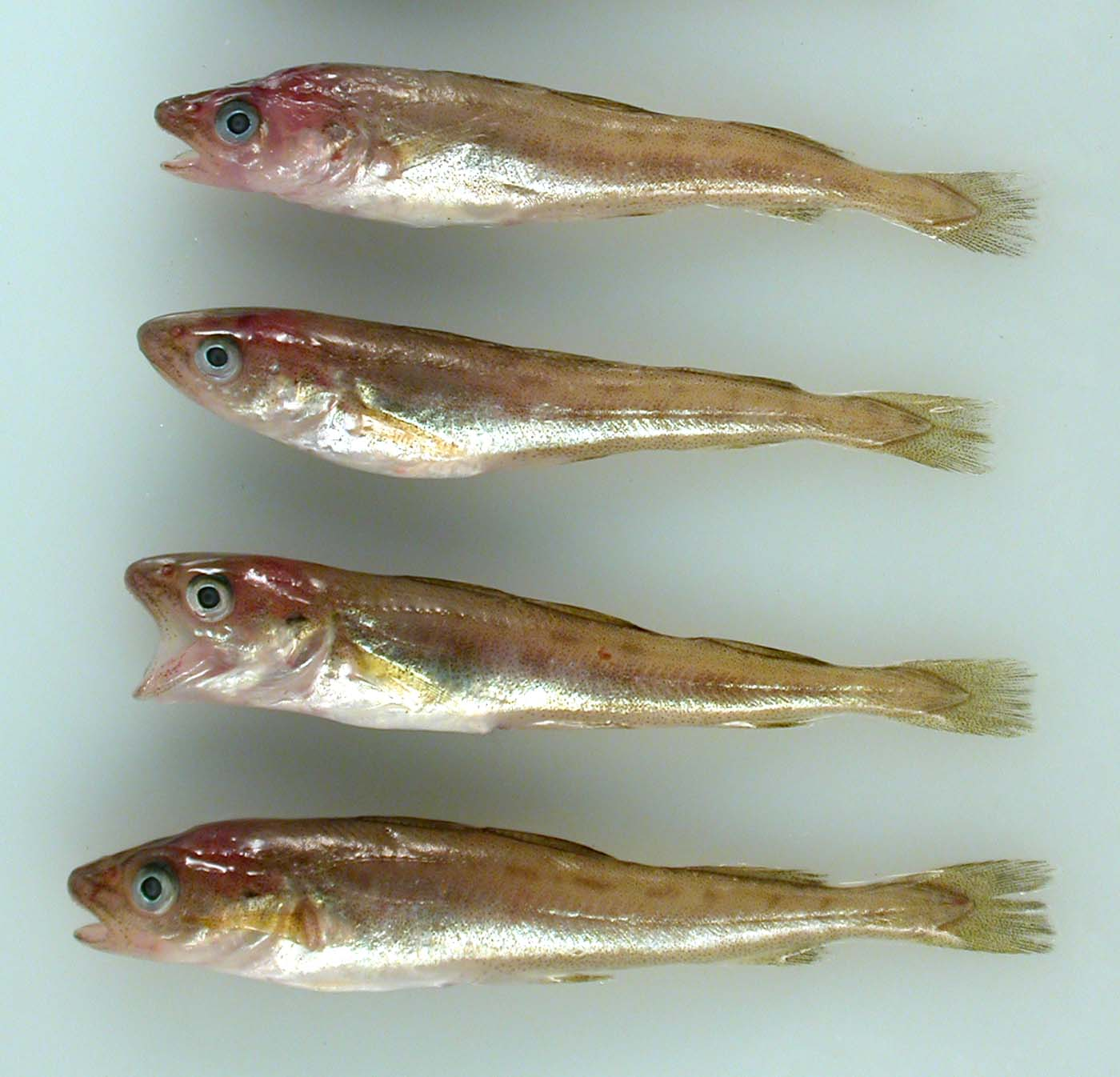
Eleginus gracilis

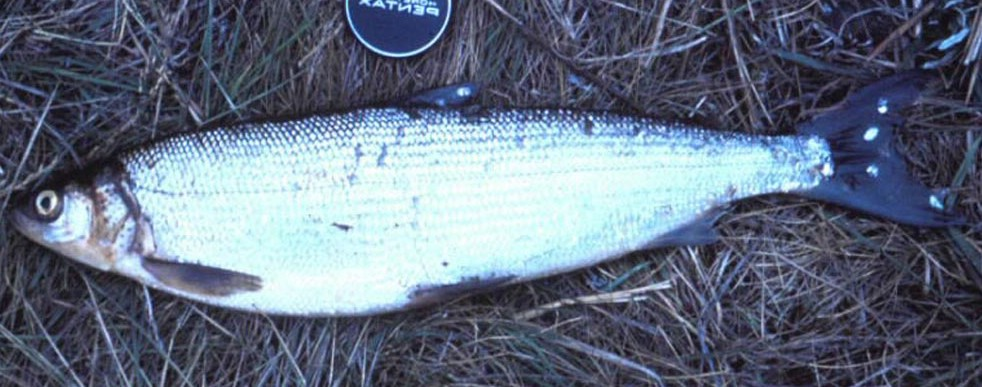
Coregonus sardinella

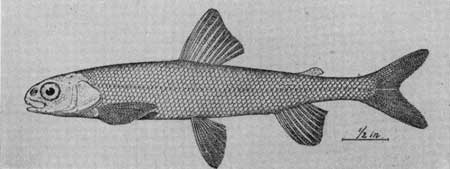
Prosopium coulterii

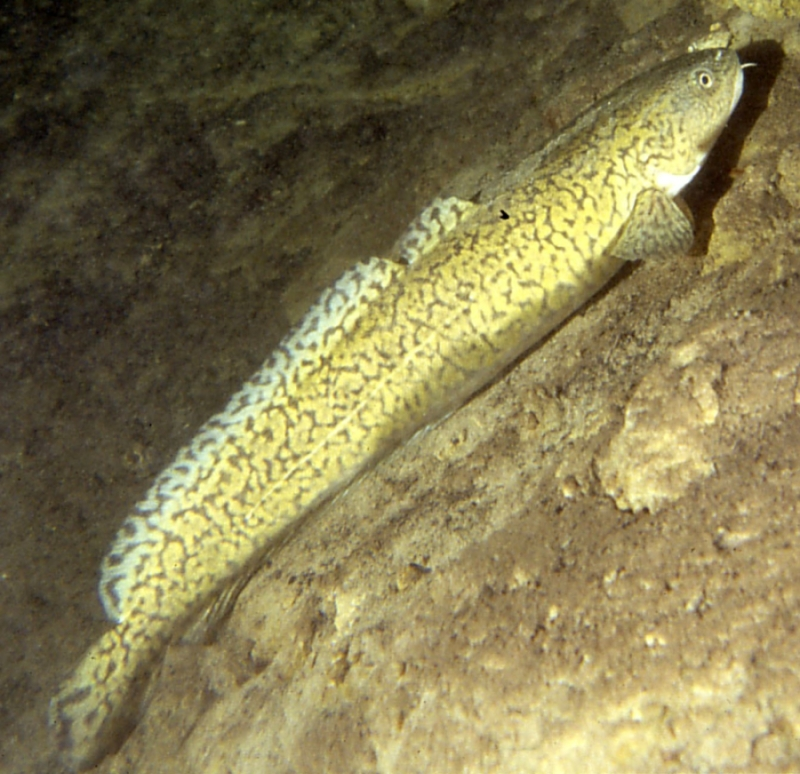
Lota lota

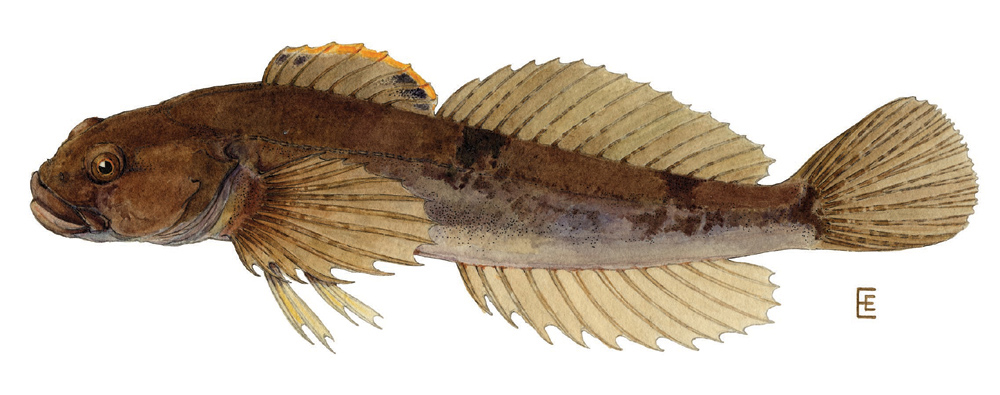
Cottus cognatus

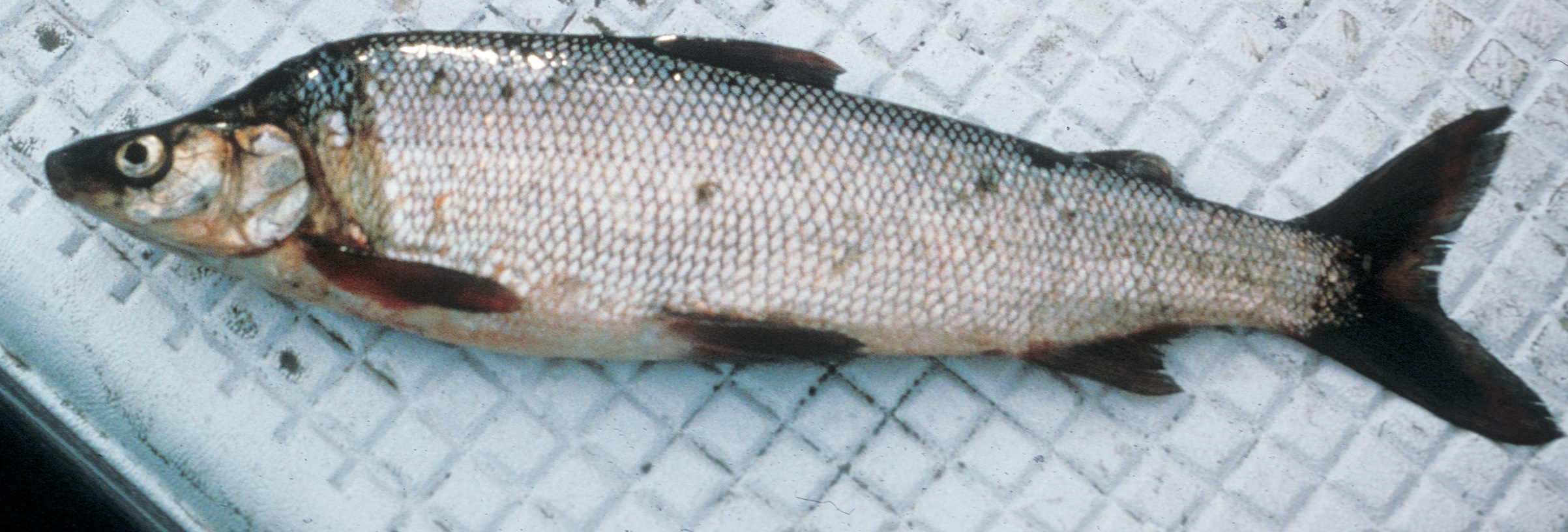
Coregonus pidschian

Aquesta llista de peixos del riu Yukon -incompleta- inclou 26 espècies de peixos que es poden trobar al riu Yukon, al Canadà i els Estats Units (Alaska), ordenades per l'ordre alfabètic de llur nom científic.

## C
- Catostomus catostomus catostomus
- Coregonus laurettae
- Coregonus nasus
- Coregonus nelsonii
- Coregonus pidschian
- Coregonus sardinella
- Cottus aleuticus
- Cottus cognatus
- Couesius plumbeus

## E
- Eleginus gracilis
- Esox lucius

## G
- Gasterosteus aculeatus aculeatus

## H
- Hypomesus olidus

## L
- Lampetra tridentata
- Lethenteron camtschaticum
- Lota lota

## O
- Oncorhynchus keta
- Oncorhynchus nerka

## P
- Percopsis omiscomaycus
- Prosopium coulterii
- Prosopium cylindraceum

## S
- Salvelinus malma malma
- Salvelinus namaycush
- Stenodus leucichthys

## T
- Thaleichthys pacificus
- Thymallus arcticus arcticus[1]